# Публий Клодий Тразеа Пет
Публий Клодий Тразеа Пет (Publius Clodius Thrasea Paetus; * в Патавиум; † 66 г. в Рим) е политик, сенатор и философ-стоик на Римската империя през 1 век по времето на император Нерон.
Той е тъст на стоика Гай Хелвидий Приск и приятел на поета Персий.
През ноември и декември 56 г. той е суфектконсул заедно с Луций Дувий Авит.
След това Тразеа е преследван чрез ралични обвинения от Нерон и си разрязва вените, след като разбира за смъртната си присъда.
Тразеа е женен за Ария Младша, дъщеря на Ария Старша и Цецина Пет. Те са родители на Фания, която е съпруга на Гай Хелвидий Приск.
Тразеа е герой във филма Quo Vadis от 1951 г. по романа от 1895 г. на нобеловия лауреат за 1905 г. Хенрик Сенкевич.